# Tom Iredale
Tom Iredale (24 de março de 1880 - 12 de abril de 1972) foi um ornitólogo e malacologista nascido na Inglaterra, que teve uma longa associação com a Austrália, onde viveu a maior parte de sua vida. Ele era um autodidata que nunca foi à universidade e não tinha treinamento formal. Isso se refletiu em seu trabalho posterior; ele nunca revisou seus manuscritos e nunca usou uma máquina de escrever.

## Primeiro anos
Iredale nasceu em Stainburn, Workington em Cumberland, Inglaterra. Ele foi aprendiz de um farmacêutico de 1899 a 1901 e costumava observar pássaros e coletar ovos no Lake District com o colega químico William Carruthers Lawrie.

## Nova Zelândia
Iredale emigrou para a Nova Zelândia após orientação médica, pois tinha problemas de saúde. De acordo com uma carta para Will Lawrie datada de 25 de janeiro de 1902, ele chegou a Wellington, Nova Zelândia em dezembro de 1901, e viajou imediatamente para Lyttelton e Christchurch. Em seu segundo dia em Christchurch, ele descobriu que na Galeria de História Natural Estrangeira do Museu e Biblioteca Pública, 2 dos 16 ovos de pássaros ingleses foram identificados erroneamente - ovo de tetraz rotulado como Sandpiper e Moorhen rotulado Water Rail.
Iredale tornou-se escriturário em uma empresa da Nova Zelândia em Christchurch (1902–1907). Em 16 de abril de 1906 ele se casou com Alice Maud Atkinson na Nova Zelândia, e eles tiveram um filho, Ida.

## Ilhas Kermadec
Em 1908, Iredale juntou-se a uma expedição às ilhas Kermadec e viveu por dez meses nessas ilhas remotas a nordeste da Nova Zelândia. Vivendo e estudando milhares de pássaros, ele se tornou um especialista em pássaros. Ele sobreviveu atirando sobre e comendo os objetos de seu estudo. Ele também coletou moluscos na ilha e desenvolveu um interesse pela malacologia. Naturalista afiado naquela época, ele já tinha um amplo interesse pela natureza, mas isso marcou uma nova virada em sua carreira.

## Queensland
Em 1909 ele visitou Queensland, Austrália, coletando cerca de 300 espécies de chitons e outros moluscos. Sua reputação entre seus pares crescia, apesar de ele não ter diploma universitário.

## Grã-Bretanha
Iredale voltou para a Grã-Bretanha e tornou-se trabalhador autônomo no Museu Britânico de História Natural de Londres (1909–1910). Lá, ele trabalhou como assistente de Gregory Mathews no livro Birds of Australia (1911–1923). Ele escreveu grande parte do texto, mas o trabalho foi creditado a Mathews.
Enquanto trabalhava em Londres, ele morou com Jane Davies, uma cantora que conheceu em uma festa dos Rothschild em 1910. O relacionamento foi afetado por suas explorações no exterior, embora um filho e quatro filhas tenham nascido entre 1910 e 1917. O filho morreu na infância.
Iredale continuou seu trabalho na história natural sob o patrocínio de naturalistas ricos, como Charles Rothschild, por quem viajou para a Hungria para coletar pulgas de pássaros. Ele se casou com Lilian Marguerite Medland (1880–1955) em 8 de junho de 1923. Ela ilustrou vários de seus livros e se tornou uma das melhores artistas de pássaros da Austrália.

## Nova Gales do Sul

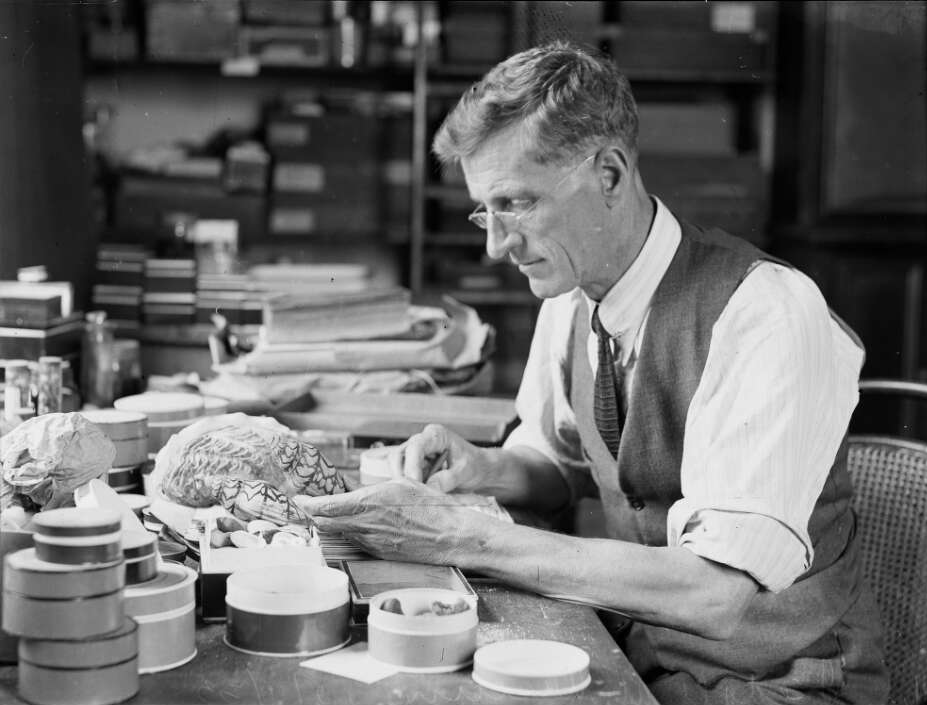
Estudando conchas no Museu Australiano, 1933

Iredale retornou à Austrália em 1923 e foi eleito membro da Royal Australasian Ornithologists Union (RAOU) no mesmo ano. Ele foi um Conselheiro RAOU para New South Wales em 1926 e serviu no RAOU Migration Committee 1925–1932.
Ele assumiu o cargo de conquilogista no Australian Museum em Sydney (1924–1944). Iredale foi originalmente nomeado para auxiliar Joyce Allan, a chefe temporária do departamento de Concologia. No entanto, suas posições foram invertidas em 1925. Ele trabalhou incansavelmente em publicações sobre conchas, pássaros, ecologia e zoogeografia. Ele deu palestras com frequência e escreveu muitos artigos científicos populares em jornais. Devido aos seus esforços (e aos de curadores posteriores), a Seção de Moluscos do Museu Australiano agora mantém a maior coleção de pesquisa de moluscos do Hemisfério Sul, com mais de 6.000 espécimes. Ele foi um Associado Honorário desde sua aposentadoria em 1944 até sua morte.

## Taxa
Iredale registrou uma lista de cerca de mil nomes sistemáticos que ele havia publicado em 1932, cronologicamente organizados e indexados ao trabalho relevante, esta lista inédita tornou-se a base para aquela produzida para o Australian Museum e publicada no The Australian zoologist (1956). detalhando as obras da carreira de cinquenta anos de Iredale. Essa lista, produzida em homenagem ao autor ainda ativo, elevou o número total de nomes para mais de dois mil e quinhentos, e registrou suas demais publicações e colaboradores.
Muitas espécies e vários gêneros em concologia, ictiologia e ornitologia também foram nomeados em homenagem a Iredale, incluindo :
- O género de moluscos Iredalea W. Oliver, 1915
- Cryptoplax iredalei  E. Ashby, 1923

Iredale foi nomeado Fellow da Royal Zoological Society de New South Wales em 1931; recebeu a Medalha Clarke da Royal Society of New South Wales em 1959; e foi presidente da Royal Zoological Society de New South Wales em 1937–38.

## Trabalhos selecionados
Uma seleção de publicações escritas pela Iredale incluem:
- Iredale, T., 'Solander as an Ornithologist', Ibis, 1913, pp. 127–135
- Iredale, T., 'John Brazier 1842–1930', Nautilus, vol. 44, 1931
- Iredale, T., 'J. R. and G. Forster, Naturalists', Emu, vol. 37, 1937, pp. 95–99
- Iredale, T. 1940. Book review. The fishes of Australia. Part I by G. P. Whitley. Proceedings of the RZS of NSW 1939–40: 41.
- Iredale, T. 1941. Book review. The molluscs of South Australia. Part II by B. C. Cotton & F. K. Godfrey. Proceedings of the RZS of NSW 1940–41: 35.
- Iredale, T. 1942. Book review. Australian Insects. An introductory handbook by Keith C. McKeown. Proceedings of the RZS of NSW 1941–42: 33–34.
- Iredale, T. 1947. Book review. Gliders of the gum trees. The most beautiful and enchanting Australian marsupials by David Fleay. Proceedings of the RZS of NSW 1947-47: 5.
- Iredale, T. 1951. Book review. Australian shells by Joyce Allan. Proceedings of the RZS of NSW 1949–50: 73–74.
- Iredale, T. 1958. Book review. Cowry Shells of World Seas by Joyce Allan. Proceedings of the RZS of NSW 1956–57: 95–96.
- Birds of Paradise and Bower Birds (1950)
- Birds of New Guinea, 1956 (Vol.1, 2), Illustrated with 35 plates in colour figuring 347 birds by Lilian Medland
- Iredale, T., 'John (William) Brazier', Proceedings of the Royal Zoological Society of New South Wales, 1956, p. 105
- Iredale, T., 'Broinowski's Birds and Mammals of Australia', Proceedings of the Royal Zoological Society of New South Wales, 1956
- Iredale, T., 'Scientific Societies in Australia. The Sydney University Chemical Society', The Royal Australian Chemical Institute Proceedings, vol. 27, 1960, pp. 216–217
- Iredale, T. and Whitley, G.P., 'Sir William Dennison as a Conchologist', Proceedings of the Royal Zoological Society of New South Wales, 1964, pp. 27–30
- Iredale, T., 'Charles Hedley', Proceedings of the Royal Zoological Society of New South Wales, vol. 88, 1967, pp. 26–31